# Harlech
Harlech er en by og feriested i Gwynedd, i det historiske county i Merionethshire i det nordvestligt Wales. Harlech ligger ud til Tremadog Bay i Snowdonia National Park, og har en befolkning på omkring 1450 personer, hvoraf 51 % taler walisisk. Byen er en enhedskommune i Gwynedd, der blev dannet i 1996. Fra 1974 til 1996 var den en del af Meirionydd District i 1974 Countiet Gwynedd, og før det var det den et historisk county i Merionethshire.
Byen er bedst kendt for sit vartegn Harlech Castle, hvis opførsel blev påbegyndt i 1283 af Edvard 1. af England. Den blev senere eorobret af Owain Glyndŵr under Glyndwroprøret i starten af 1400-tallet, og den var en af Henry Tudors fæstninger i slutningen af 1400-tallet. Borgen blev bygge tud til havet, men geologiske processer har ændret kystlinjen, og den ligger nu på en klint omkring 800 m inder i landet. Byen har siden udviklet sig med boligkvarterer på det det flade område, og huse i og omkring den gamle del med gågade, kirke og borgen. De to områder er forbundet via en stejl, snoet vej kaldet "Twtil".